# Aartsengel Michaëlkathedraal (Lomonosov)
De Kathedraal van de Aartsengel Michaël (Russisch: Собор Архангела Михаила) is een Russisch-orthodoxe kathedraal in Lomonosov (Oranienbaum), een voorstad van de Russische stad Sint-Petersburg. De kerk valt onder het dekenaat van Peterhof van het bisdom Sint-Petersburg.

## Geschiedenis

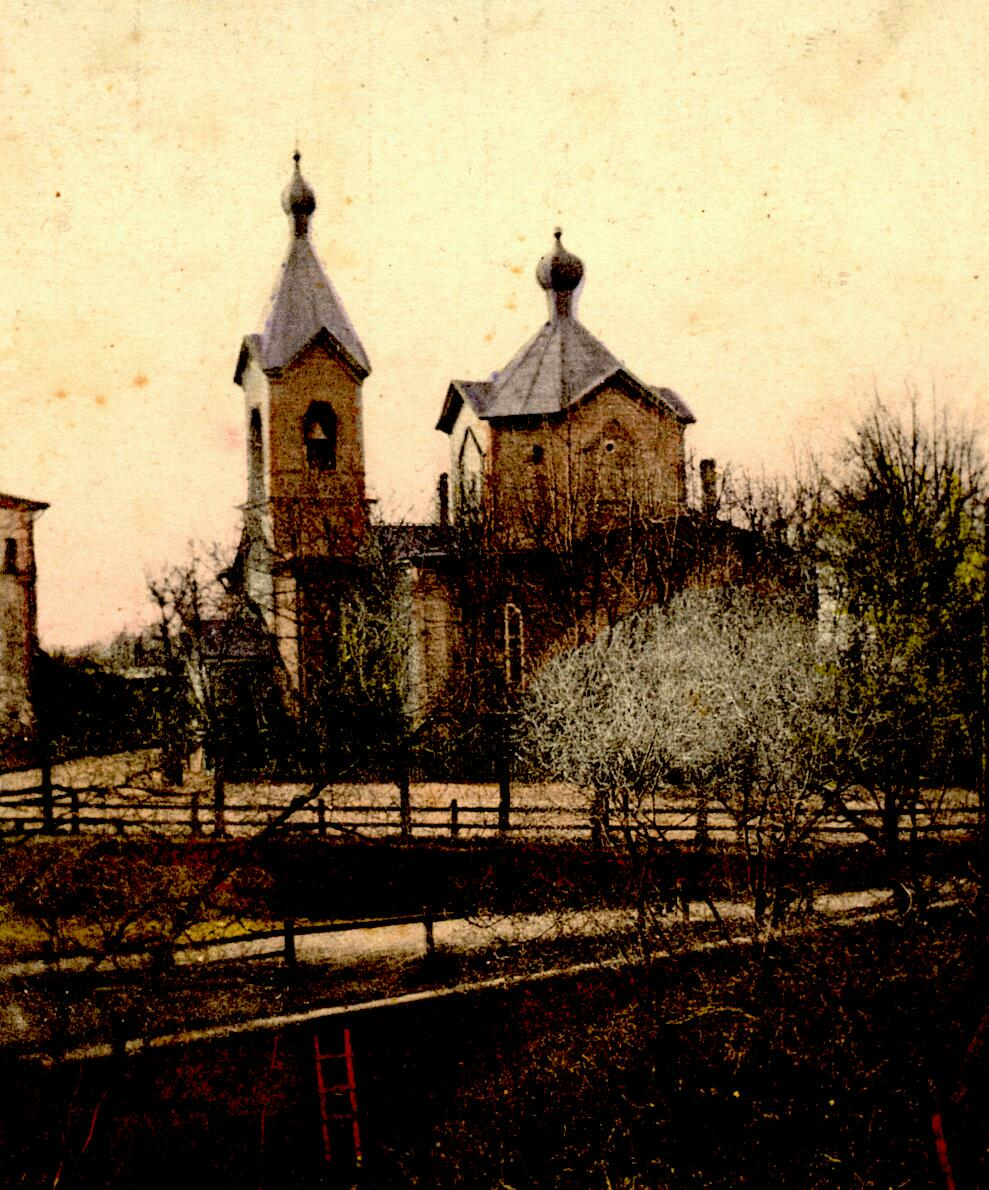
De oude houten Aartengel Michaëlkerk in 1890

In 1865 werd een houten kerk met klokkentoren gebouwd op initiatief van de aartspriester G.M. Ljoebimov. De bouw werd mogelijk gemaakt door donaties van particulieren en de kerk moest een monument worden ter nagedachtenis van grootvorst Michaël Pavlovitsj. De wijding van de kerk was op 29 december 1866. De kerk had drie altaren: het hoofdaltaar was gewijd aan de heilige Michaël, de andere twee altaren werden gewijd aan de heilige Nicolaas en de Icoon van de Moeder Gods van Kazan. In 1902 werd de parochiekerk verheven tot kathedraal. Enkele jaren later werd besloten tot de bouw van een drie verdiepingen tellende klokkentoren. De bouw van de toren, ontworpen door de architect H.A. Frolov, werd voltooid in 1907. Men vond echter de stenen toren en de houten kerk niet bij elkaar passen, en daarom werd besloten om een nieuwe stenen kathedraal te bouwen. In 1912 volgde de sloop van de houten kerk. De bouw van de nieuwe kathedraal viel nagenoeg samen met de viering van het 300-jarige jubileum van de Romanov-dynastie en daarom werd de kathedraal opgedragen aan deze gelegenheid. De nieuwe kathedraal kon in 1914 worden gewijd door de metropoliet van Sint-Petersburg.

## Sovjetperiode
De kathedraal werd in 1932 gesloten en in gebruik genomen als pakhuis. De iconen, relikwieën en kerkelijke voorwerpen werden uit de kerk ontvreemd en tot op de dag van vandaag is het onbekend waar de kerkelijke bezittingen zijn gebleven. Aartspriester Johannes Razoemichin, sinds 1908 verbonden aan de kerk, werd op 28 september 1930 door de bolsjewieken gearresteerd en in april 1931 vermoord.

## Heropening
In 1988 werd de kathedraal als een van de eerste kerken in de regio weer teruggegeven aan de Russisch-orthodoxe Kerk. De kathedraal werd vervolgens gerestaureerd en heropend in 1992. De herinwijding van de kerk vond plaats op 2 februari 1992. Twee jaar later werden ook de voltooide zijaltaren weer ingewijd.

## Afbeeldingen

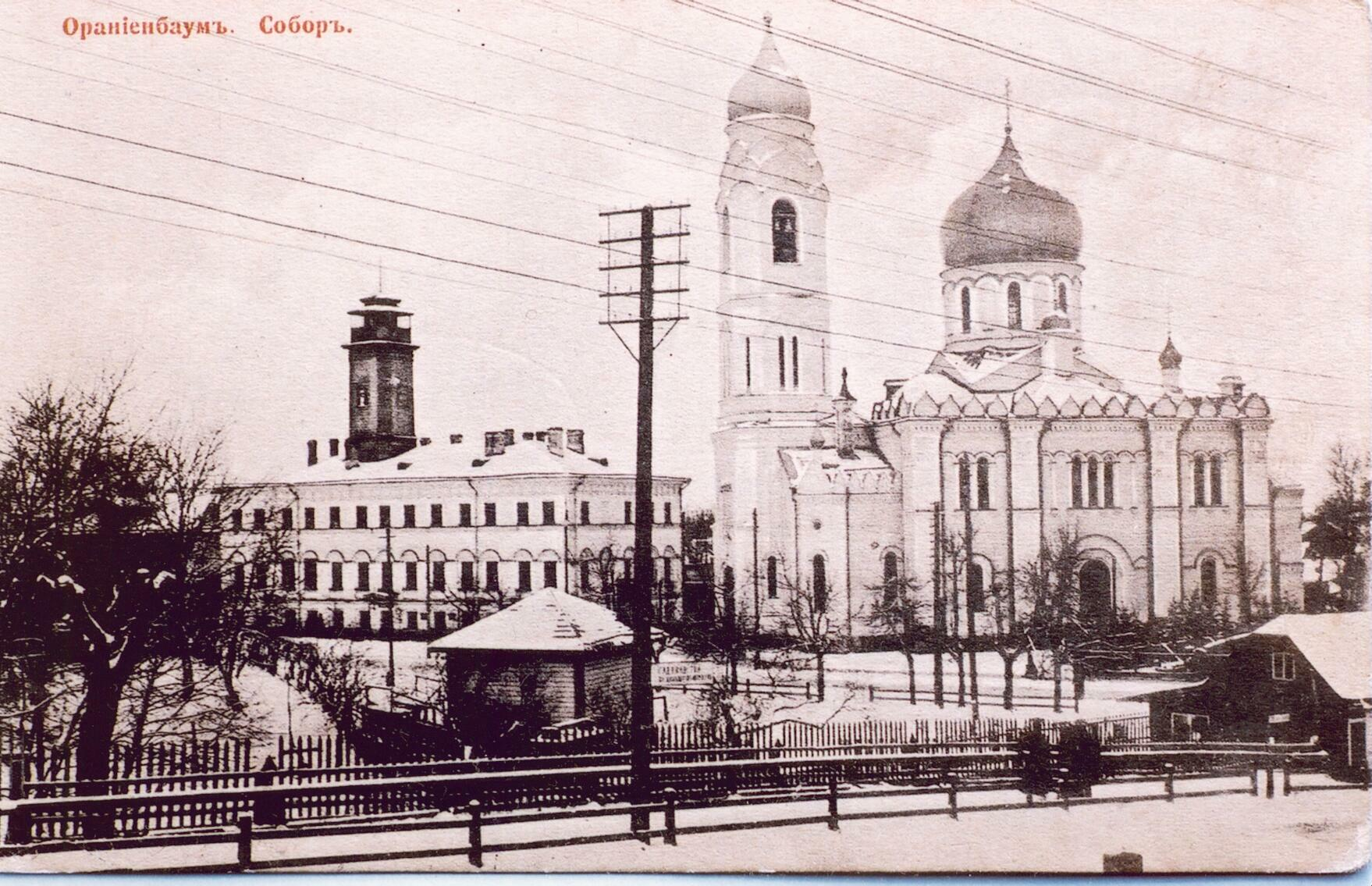
De nieuwe kathedraal in 1910
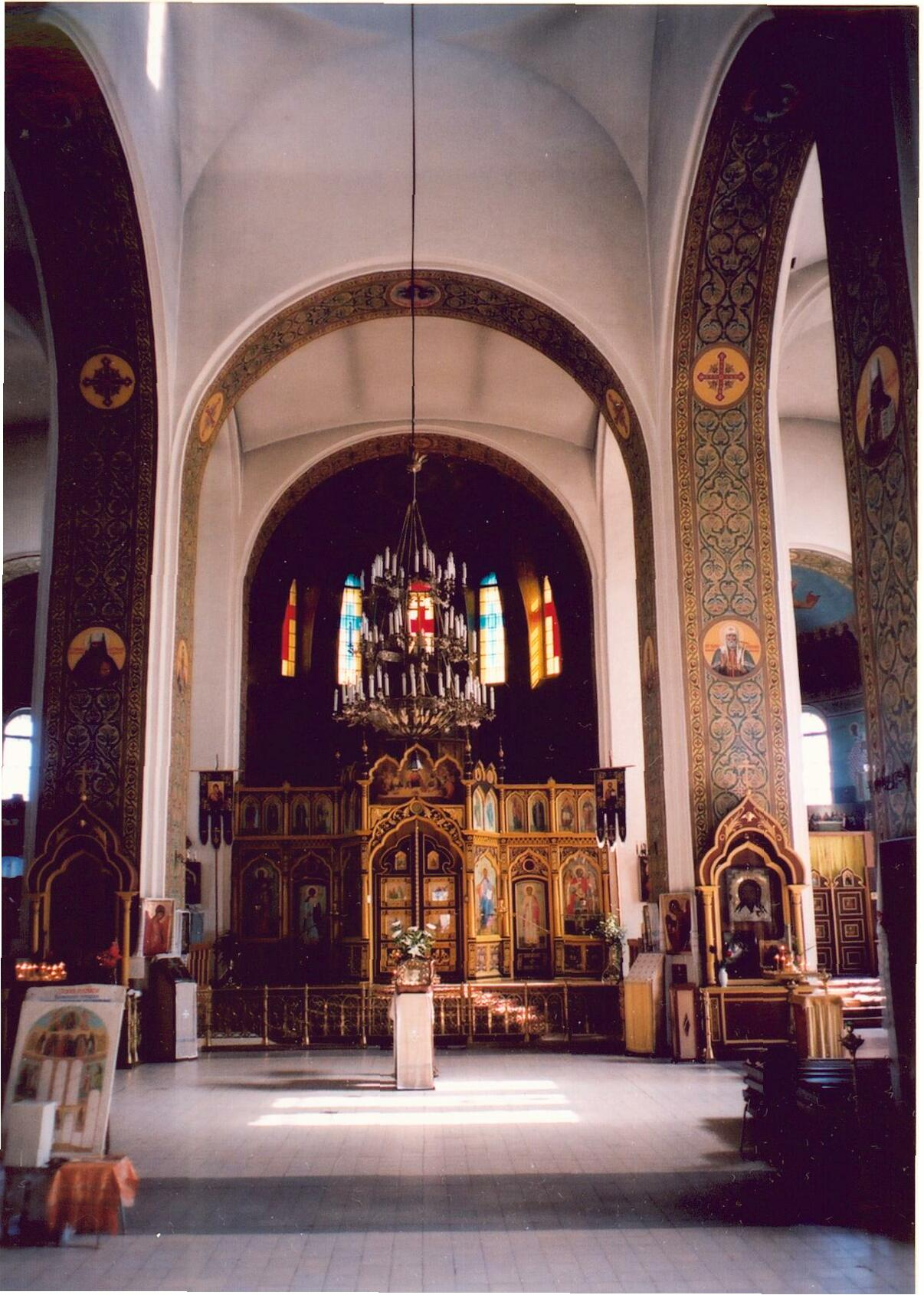
Interieur
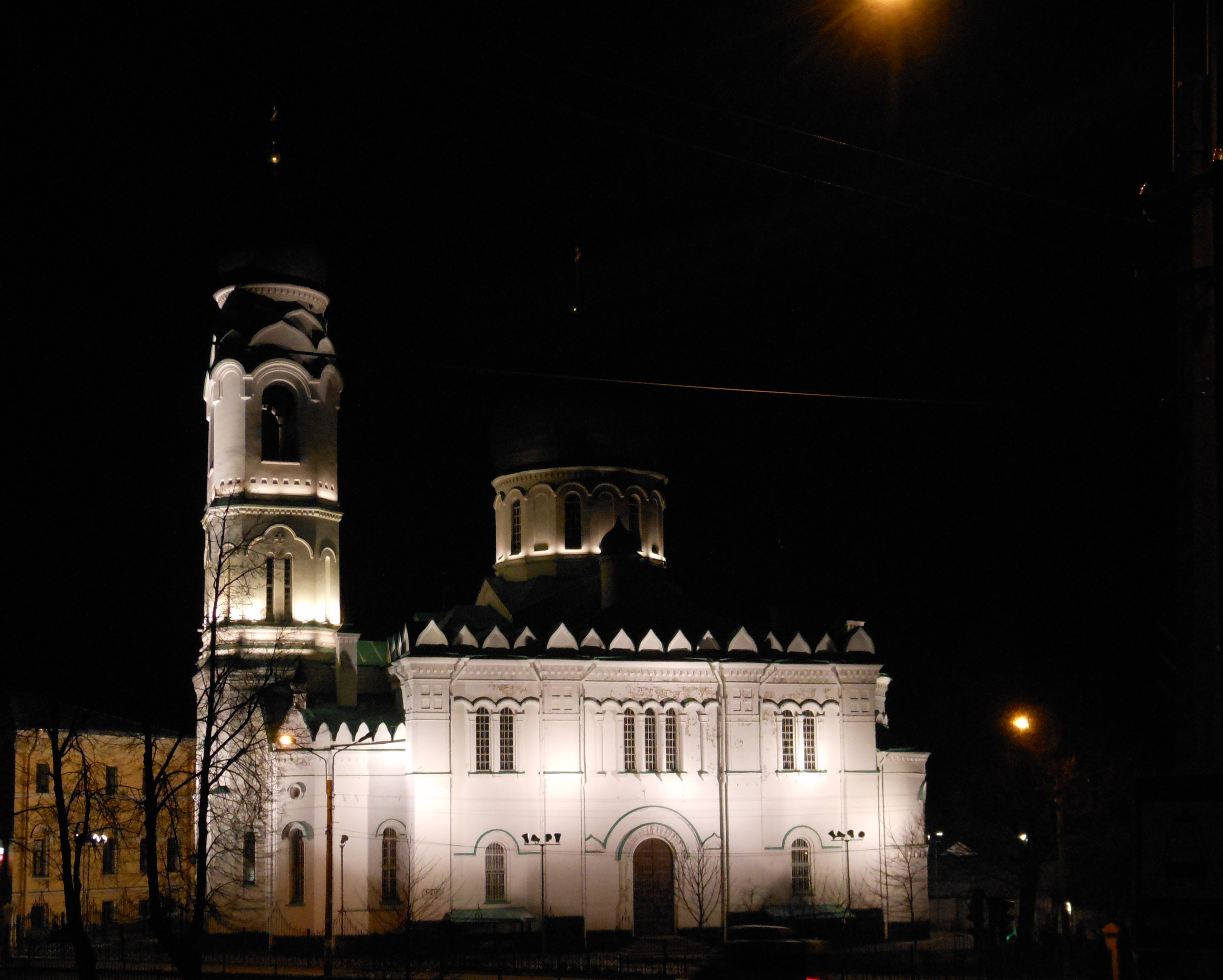
De verlichte kathedraal